# CVJM-Landesverband Sachsen-Anhalt
Der CVJM-Landesverband Sachsen-Anhalt e. V. ist ein christlicher, rechtlich selbständiger Jugendverband. Er ist Mitglied des deutschen Dachverbandes des CVJM und dem CVJM-Gesamtverband in Deutschland. Gegründet wurde der Verein 1993 aus dem Jungmännerwerk Sachsen-Anhalt, das im Rahmen des Ostwerkes über  Jahrzehnte in der Arbeit für und mit jungen Menschen tätig war.

## CastleFM
Seit Frühjahr 2020 unterhält der CVJM-Landesverband Sachsen-Anhalt das Webradio CastleFM.

## Konficastle

Konficastle-Logo

Seit 2001 findet jedes Jahr im Frühjahr die Veranstaltung Konficastle auf Schloss Mansfeld statt. In dieser kommen über 900 Konfirmanden aus Sachsen-Anhalt und Thüringen in 6–8 Durchgängen für 4 Tage zusammen.